# Tausa
Tausa là một khu tự quản thuộc tỉnh Cundinamarca, Colombia. Thủ phủ của khu tự quản Tausa đóng tại Tausa Khu tự quản Tausa có diện tích ki lô mét vuông. Đến thời điểm ngày 28 tháng 5 năm 2005, khu tự quản Tausa có dân số 6118 người.